# Тюринзька правда
Тюринзька правда (лат. Lex Thuringorum) збірка норм звичаєвого права племені тюрингів, англів і варнів, складена латиною 802 або 803 року.

## Історія
Вважається, що ця «правда» була письмово зафіксована під час правління франкського короля Карла I, напевніше на Аахенському рейхстазі 802 року. Збереглося сьогодні в одному рукописі X століття «Codex Corbeiensis».

## Зміст
Багато формулювань базуються на основній частині Ріпуарської правди. Незважаючи на стислість, містить низку цікавих відомостей про історію тюрингів. Так, згідно з розділом 47, жінці було дозволено мати гроші, але не витрачати їх так, як вона вважає за потрібне, разом з тим вона не могла одружуватися без дозволу.